# La Défense

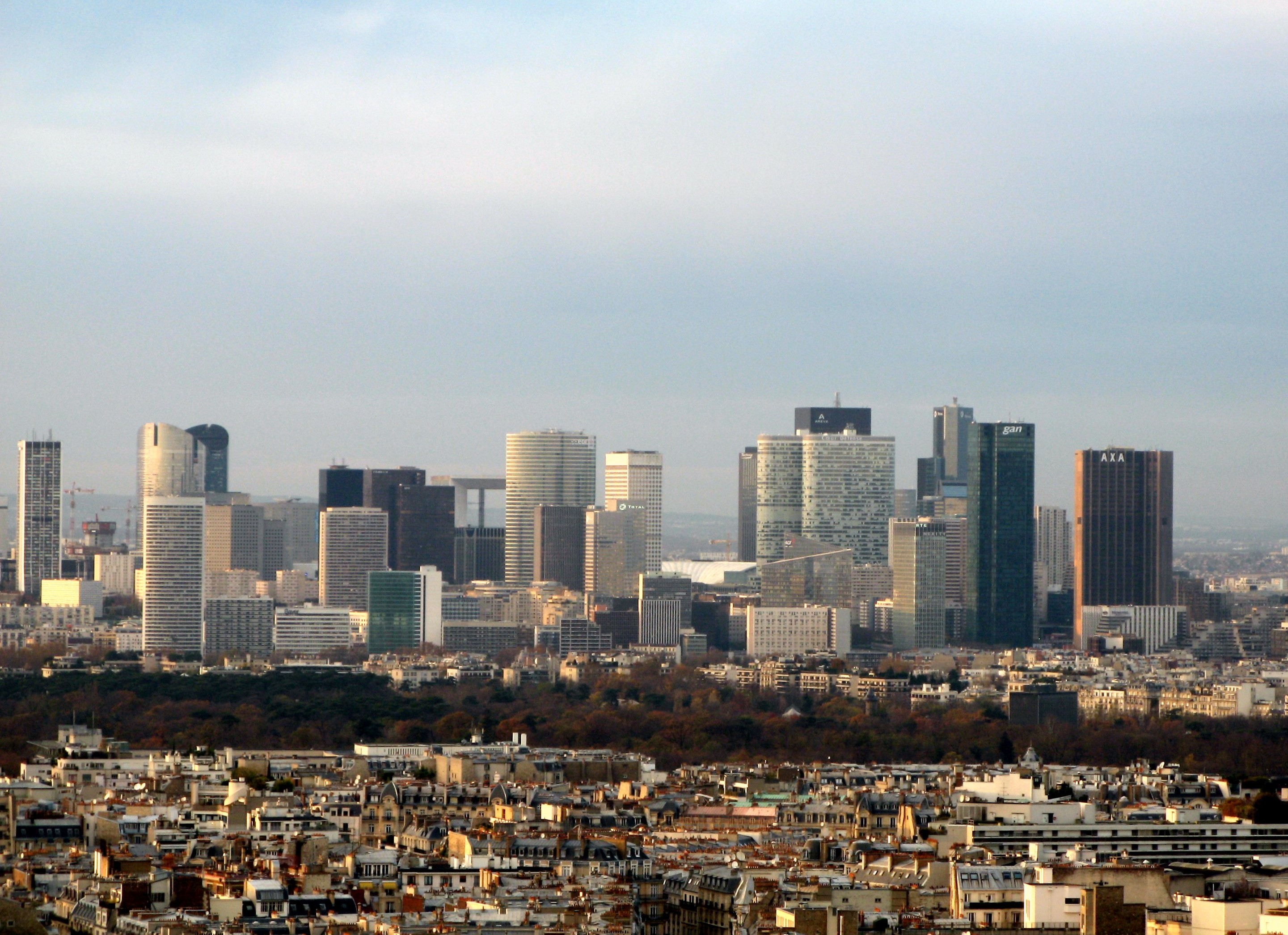
La Défense

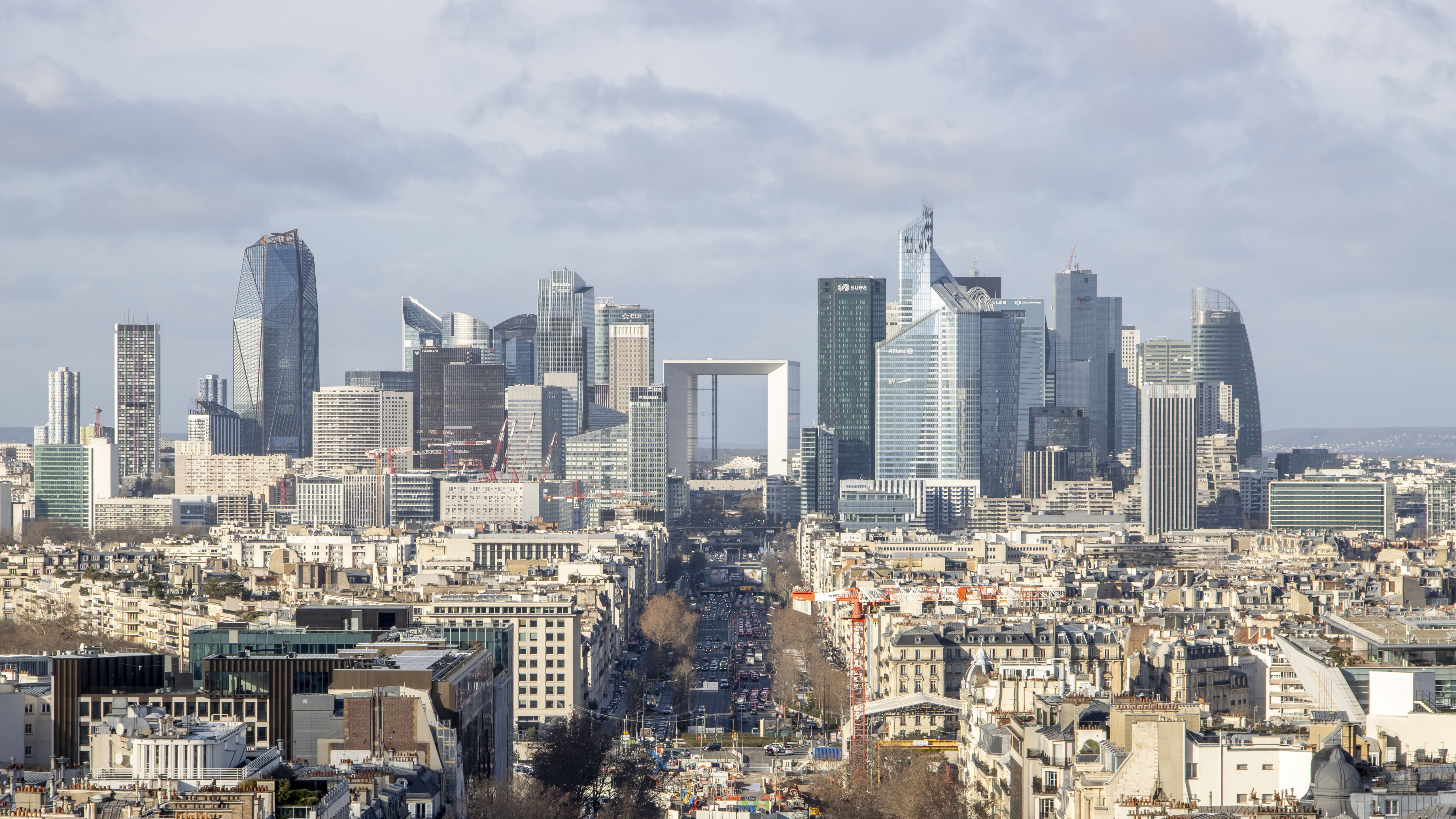
La Défense widziana z Łuku Triumfalnego

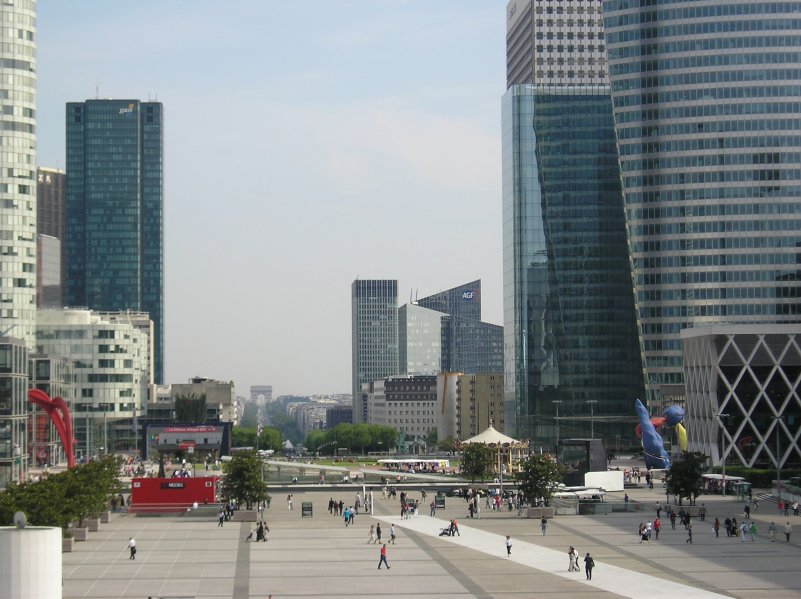
Widok na Promenadę ze schodów Wielkiego Łuku

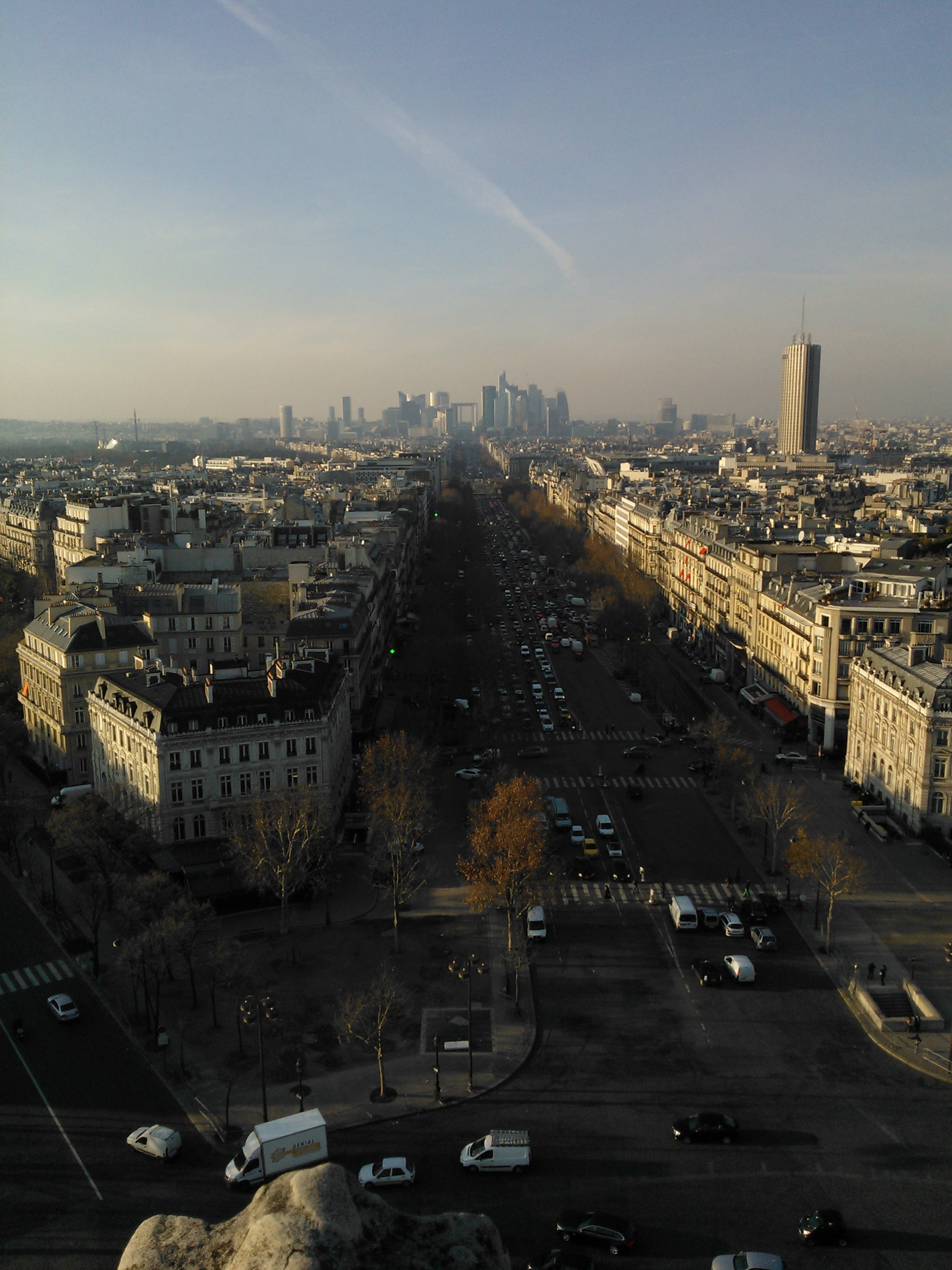
Panorama La Défense widziana z Łuku Triumfalnego

La Défense – nowoczesna dzielnica biurowo-wystawienniczo-mieszkalno-handlowa w regionie paryskim, we Francji, znajdująca się formalnie na terenie trzech gmin Nanterre, Courbevoie i Puteaux w departamencie Hauts-de-Seine, na zachodnich przedmieściach Paryża.
Dzielnica ta stanowi główne centrum biznesu we Francji, z siedzibami większości wielkich francuskich koncernów i głównych przedstawicielstw koncernów zagranicznych we Francji. Oprócz tego spełnia także rolę centrum handlowego, wystawienniczego, rozrywkowego i transportowego. Na jej terenie znajduje się także kilkanaście ekskluzywnych apartamentowców i hoteli.
Na zachodnim krańcu dzielnicy znajduje się La Grande Arche de La Défense (Wielki Łuk) stojący na linii, będącej przedłużeniem Paryskiej Osi Historycznej, zaczynającej się od Luwru a kończącej się na Łuku Triumfalnym. Linia ta stanowi oś dzielnicy, wzdłuż której ciągnie się Esplanada La Défense. La Grande Arche został oddany do użytku w 1989 r. Był to zwycięski projekt ogłoszonego w 1982 r. konkursu na zakończenie Osi Historycznej i Esplanady. Le Grande Arche stał się symbolem La Défense – mieszczą się w nim galerie wystawiennicze, biura i instytucje państwowe, jak również tarasy widokowe. Wymiary sześcianu Le Grande Arche to 112 × 110 × 108 m, czyli zmieścić się w nim mogłyby nie tylko łuk triumfalny, ale również Pola Elizejskie (na szerokość). Ten monument-biurowiec został zaprojektowany przez Johanna Ottona von Spreckelsena.
Oprócz biur, budynków mieszkalnych i centrum handlowo-rozrywkowego, w podziemiach zachodniego krańca dzielnicy znajduje się ważny węzeł komunikacyjny, z końcową stacją metra nr 1, stacją RER, dworcem kolejowym i autobusowym.
Dzielnica jest niemal całkowicie wyłączona z ruchu kołowego. Do niemal wszystkich wieżowców można jednak dotrzeć drogami wewnętrznymi znajdującymi się w podziemiach. Jest to jeden z nielicznych w Europie przykładów niemal całkowitej izolacji ruchu pieszego od kołowego.
Pod względem wielkości powierzchni biurowej jest to największe centrum biznesu w Europie. Ze względu na wielkość przepływu kapitału jest jednak mniejsze od City of London i niemieckiego Frankfurtu nad Menem. Wynika to w dużym stopniu z braku siedzib instytucji giełdowych na terenie tej dzielnicy.
Do najważniejszych koncernów mających swoją główną kwaterę w dzielnicy należy:
- SFR,
- Société Générale,
- Total,
- Sanofi,
- Arcelor,
- Vinci.

Najwyższy budynek dzielnicy został wybudowany w 1975 roku (wtedy jeszcze nie był najwyższy), i przebudowany w latach 2007–2011. Obecnie (2011) Tour First liczy 231 metrów i 56 pięter, drugim co do wysokości budynkiem w aglomeracji paryskiej jest Wieża Montparnasse.

## Historia
Dzielnica otrzymała swoją nazwę od pomnika La Défense de Paris, który wybudowano w 1883 r. dla upamiętnienia żołnierzy, którzy bronili Paryża w czasie wojny prusko-francuskiej. Przed budową dzielnicy tereny te stanowiły przemysłowe przedmieście Paryża, zdominowane przez zakłady przemysłowe, hale handlu hurtowego i nawet kilka gospodarstw rolniczych.
Budynki tworzące dzielnicę powstawały początkowo zupełnie spontanicznie. Prawdopodobnie pierwszym wieżowcem był biurowiec Tour Esso. We wrześniu 1958 r. powstała Établissement public pour l’aménagement de La Défense (EPAD, Publiczny Komitet budowy La Défense), który wykupił tereny, uzbroił i uporządkował dzielnicę, a następnie wystawił działki pod budowę wielkich biurowców. Centralnym punktem dzielnicy stała się w tym czasie hala wystawiennicza: Le Centre des nouvelles industries et technologies (CNIT, Centrum nowych technologii i przemysłu), wokół której zaczęto budować bardzo podobne do siebie siedziby kolejnych koncernów w tzw. stylu międzynarodowym, które są obecnie nazywane budynkami „pierwszej generacji”. W 1966 r. powstała Tour Nobel – pierwszy biurowiec nienależący do koncernów, lecz stanowiący budynek z biurami do wynajęcia.
Z początkiem lat 70. XX wieku, w odpowiedzi na wzrastające zapotrzebowanie na przestrzeń biurową w Paryżu, zaczęły powstawać budynki tzw. „drugiej generacji”. Ich budowa została jednak zahamowana przez kryzys naftowy w 1973 r. Trzecia fala inwestycji nastąpiła we wczesnych latach 80. XX w. W 1981 r. zbudowano Les Quatre Temps największe w owym czasie centrum handlowe w Europie. W 1982 r. EPAD, z inspiracji prezydenta Francji François Mitterranda ogłosił konkurs Tête Défense, który wyłonił najlepszy projekt monumentu, zwieńczającego Esplanadę i zarazem Oś Historyczną. Konkurs wyłonił projekt obecnego Wielkiego Łuku autorstwa Johanna Ottona von Spreckelsena.
Równolegle z budową Wielkiego Łuku, przebudowano też infrastrukturę dzielnicy, tworząc obecny kształt Esplanady i podziemny węzeł komunikacyjny. Współczesny wygląd dzielnicy powstał ostatecznie na początku lat 90. XX w., kiedy to przebudowano CNIT, Les Quatre Temps, zbudowano kino IMAX i pokryto ozdobnymi płytami plac wokół Wielkiego Łuku i Esplanadę.

## Edukacja
Paris La Défense skupia klaster Pôle universitaire Léonard-de-Vinci, IA Institut, kampus EPITA i 4 szkół biznesu: EDC Paris Business School, ESSEC Business School, ICN Business School i IÉSEG School of Management. Jest także siedzibą European School of Paris-La Défense, międzynarodowej szkoły podstawowej i średniej, która uzyskała akredytację jako szkoła europejska w 2020 r.

## Dzielnica w liczbach
- 160 ha powierzchni
- 3 mln m² powierzchni biurowej
- 150 tys. pracowników
- 400 tys. ludzi codziennie przejeżdżających przez La Défense
- 2600 pokoi hotelowych
- 50 kawiarni i restauracji
- 16 sal kinowych
- 11 ha parków i kompleksów zielonych
- 20 fontann
- dostępność wi-fi w każdym publicznym miejscu